# Cancer penian
Cancerul penian este cancerul dezvoltat la nivelul penisului, mai exact o dezvoltare malignă ce apare pe piele sau în țesuturile penisului. Simptomele pot include o creștere scuamatoasă anormală, ulcerații, durere la nivelul penisului, sângerare și secreție mirositoare. 
Factorii de risc includ fimoza (incapacitatea de a retrage prepuțul penisului), inflamația cronică, fumatul, infecția cu HPV, acilaminatul condylomata, parteneri sexuali multipli și vârsta timpurie a primului act sexual. 
Aproximativ 95% din cancerele de penis sunt carcinoame cu celule scuamoase . Alte tipuri de cancer de penis, cum ar fi carcinomul cu celule Merkel, carcinomul cu celule mici și melanomul, sunt în general rare.  În 2018 acesta s-a dezvoltat 34.000 de bărbați și a provocat 15.000 de decese. 

## Semne și simptome
- Înroșirea penisului [6]
- Erupții pe penis  [7]
- Secreție mirositoare a penisului
- Durere la nivelul penisului
- Creșterea sau durerea de penis care nu se vindecă în patru săptămâni (poate arăta ca o verucă, ulcer sau urticarie ), poate fi sau nu dureroasă
- Sângerare din penis sau de sub prepuț
- Schimbarea culorii penisului
- Fimoza

## Factori de risc

### Infecțiile
- Infecția cu HIV - Bărbații cu HIV pozitiv au un risc crescut de opt ori de a dezvolta cancer la nivelul penisului decât bărbații negativi cu HIV. [8] [9]
- Papilomavirusul uman - HPV este un factor de risc în dezvoltarea cancerului de penis. [10] Conform Centrului pentru Controlul și Prevenirea Bolilor (CDC), HPV este responsabil pentru aproximativ 800 (aproximativ 40%) din 1.570 de cazuri de cancer de penis diagnosticate anual în Statele Unite. [11] [12] Există mai mult de 120 de tipuri de HPV. [13]
- Verucile genitale sau perianale cresc riscul de cancer invaziv al penisului de aproximativ 3,7 ori dacă au apărut cu mai mult de doi ani înainte de data de referință.  Aproximativ jumătate dintre bărbații cu cancer de penis au condiloame genitale, care sunt cauzate de HPV. [14]

### Igiena și vătămarea
- Igiena deficitară  - Igiena deficitară poate crește riscul de cancer al penisului. [15] [16]
- Smegma - Smegma, o substanță albicioasă care se poate acumula sub prepuț, este asociată cu un risc mai mare de cancer la penis. [8] [17] Societatea Americană de Cancer sugerează că smegma poate să nu fie cancerigenă, dar poate crește riscul provocând iritarea și inflamația penisului.
- Balanita și vătămarea penisului - Inflamarea preputului și / sau a  glandului penisului (balanita) este asociată cu circa 3,1 ori risc crescut de cancer de penis. [10] De obicei este cauzată de o igienă precară, de reacții alergice la anumite săpunuri sau de o stare de sănătate care stă la bază, cum ar fi artrita reactivă, infecția,  sau diabetul . [6] Micile formațiuni și abraziuni ale penisului sunt asociate cu risc de cancer de aproximativ 3,9 ori mai mare.
- Fimoza - Fimoza este o afecțiune medicală în care prepuțul nu poate fi retras complet pe gland. Este considerat un factor de risc semnificativ în dezvoltarea cancerului de penis ( rata proporțională de 38-65).  Fimoza poate fi, de asemenea, un simptom al cancerului de penis. [7]
- Parafimoza - este o afecțiune în care prepuțul devine prins in spatele glandului. Este considerat un factor de risc pentru dezvoltarea cancerului de penis.
- Circumcizia - Unele studii arată că circumcizia în perioada copilăriei sau în adolescenței poate oferi o protecție parțială împotriva cancerului de penis, dar acest lucru nu se întâmplă la vârsta adultă. [18] S-a sugerat că reducerea riscului se poate datora riscului redus de fimoză ;   Alte mecanisme posibile includ reducerea riscului de infecție cu smegma și HPV .

### Altele cauze
- Vârsta - Cancerul de penis este rareori observat la bărbații cu vârsta sub 50 de ani. Aproximativ 4 din 5 bărbați diagnosticați cu cancer la penis sunt peste 55 de ani. [8]
- Lichen sclerosus - Lichenul sclerosus este o boală care provoacă petele albe pe piele. Lichen sclerosus crește riscul de cancer la penis. [15] [19] Deoarece nu se cunoaște cauza exactă a sclerozei de lichen, nu există o modalitate cunoscută de prevenire.
- Tutun - Mestecatul de tutun sau fumat crește riscul de cancer de penis de 1,5–6 ori, în funcție de durata fumatului și de numărul zilnic de țigări. [4] [10]
- Lumina ultravioleta - Bărbații cu psoriazis care au fost tratați folosind lumină UV și un medicament cunoscut sub numele de psoralen au un risc crescut de cancer la penis.

## Patogeneză
Cancerul de penis apare din leziunile precursoare, care în general progresează de la leziuni de grad scăzut la grad înalt. Pentru cancerele de penis legate de HPV, această secvență este următoarea: 
1. Hiperplazie scuamoasă;
2. Neoplazie intraepitelială peniană de grad scăzut (PIN);
3. PIN de înalt grad (carcinom in situ— boala Bowen, eritroplazia Queyrat și papuloza bowenoidă(BP));
4. Carcinom invaziv al penisului.

Cu toate acestea, în unele cazuri, leziunile nedisplastice sau ușor displazice pot progresa direct în cancer. Exemple includ leziuni de penis plat (FPL) și condylomata acuminata . 
În cancerele negative HPV, cea mai frecventă leziune precursoare este lichen sclerosus (LS). 

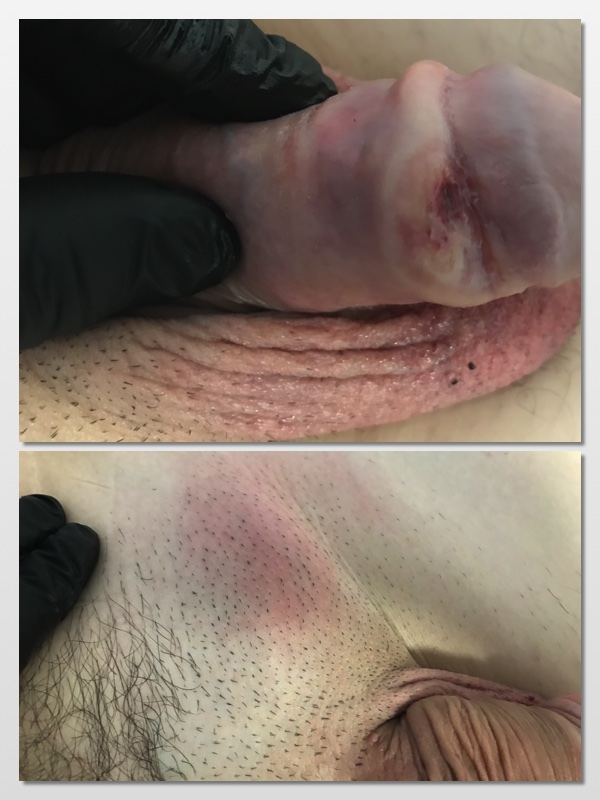
Diagnosticul clinic al tumorilor peniene,formatiuni tumorala cu extensie ganglionara.

## Diagnostic

### Clasificare
Aproximativ 95% din cancerele de penis sunt carcinoame cu celule scuamoase . Acestea sunt clasificate în următoarele tipuri: 
- bazaloid (4%)
- negos (6%)
- bazaloid mixt-negos (17%)
- verucinos (8%)
- papilar (7%)
- alte CSC mixte (7%)
- carcinoame sarcomatoide (1%)
- nespecificat (49%)

Alte tipuri de carcinoame sunt rare și pot include celule mici, celule Merkel, celule clare, celule sebacee sau tumori cu celule bazale . Malignitățile non-epiteliale precum melanomele și sarcoamele sunt și mai rare. 

#### Stadializare
Ca multe malignități, cancerul de penis se poate răspândi în alte părți ale corpului. De obicei este o malignitate primară, locul inițial din care se răspândește un cancer în organism. Mult mai rar este o malignitate secundară, una în care cancerul s-a răspândit la penis din altă parte. Stadializarea cancerului de penis este determinată de amploarea invaziei tumorale, metastaza nodală și metastaza îndepărtată. 
Porțiunea T a liniilor directoare de stadializare AJCC TNM sunt pentru tumora primară după cum urmează: 
- TX: Tumora primară nu poate fi evaluată.
- T0: Nu există dovezi de tumoră primară.
- Tis: Carcinom in situ .
- Ta: carcinom verucos neinvaziv.
- T1a: Tumora invadează țesut conjunctiv subepitelial fără invazie limfatică vasculară și nu este slab diferențiată (adică, gradul 3-4).
- T1b: Tumora invadează țesutul conjunctiv subepitelial cu invazie limfatică sau este slab diferențiată.
- T2: Tumora invadează corpul spongios sau cavernos.
- T3: Tumora invadează uretra sau prostata.
- T4: Tumora invadează alte structuri adiacente.

Etapa anatomică sau grupurile de prognostic ale cancerului de penis sunt următoarele: 
- Etapa 0 - Carcinom in situ .
- Stadiul I - Cancerul este moderat sau bine diferențiat și afectează doar țesutul conjunctiv subepitelial.
- Etapa II - Cancerul este puțin diferențiat, afectează ganglionii limfatici sau invadează corpul sau uretra.
- Etapa IIIa - Există o invazie profundă în penis și metastază într-un singur ganglion.
- Etapa IIIb - Există o invazie profundă în penis și metastază în mai multe ganglioni limfatici inghinali.
- Etapa a IV-a - Cancerul a invadat în structuri adiacente penisului, metastazarea nodurilor pelvine sau metastaza la distanță este prezent.

#### Tumorile HPV pozitive
Prevalența papilomavirusului uman în cancerele de penis este ridicată la aproximativ 40%. HPV16 este genotipul predominant care reprezintă aproximativ 63% din tumorile HPV pozitive. Dintre cancerele negoase / bazaloide, prevalența HPV este de 70–100%, în timp ce la alte tipuri este de aproximativ 30%. 

## Profilaxie
- Vaccinurile contra HPV, precum Gardasil sau Cervarix, pot reduce riscul de HPV și, în consecință, cancerul de penis. [4] [15]
- Utilizarea prezervativelor este considerată a fi protectoare împotriva cancerului de penis asociat cu HPV.
- O igienă genitală bună, care implică spălarea penisului, a scrotului și a prepuțului zilnic cu apă, poate preveni balanita și cancerul de penis. Cu toate acestea, săpunurile cu ingrediente agresive trebuie evitate.
- Încetarea fumatului poate reduce riscul de cancer la nivelul penisului. [10]
- Circumcizia în perioada copilăriei sau a adolescenței poate oferi o protecție parțială împotriva cancerului de penis. Mai mulți autori au propus circumcizia ca strategie posibilă pentru prevenirea cancerului de penis;   [21] Cu toate acestea, Societatea Americană de Cancer indică raritatea bolii și observă că nici Academia Americană de Pediatrie și nici Academia Canadiană de Pediatrie nu recomandă circumcizia neonatală de rutină. [8]
- Fimoza poate fi prevenită prin practicarea igienei corespunzătoare și prin retragerea prepuțului în mod regulat.
- Parafimoza poate fi prevenită fără a lăsa preputul retras pentru perioade îndelungate de timp.

## Tratament
Există mai multe opțiuni de tratament pentru cancerul de penis, în funcție de stadializare. Acestea includ chirurgia, radioterapia, chimioterapia și terapia biologică . Cel mai frecvent tratament este unul dintre cele cinci tipuri de intervenții chirurgicale: 
- Excizie locală largă - tumoarea și unele țesuturi sănătoase din jur sunt îndepărtate
- Microchirurgie - chirurgia efectuată cu un microscop este utilizată pentru îndepărtarea tumorii și cât mai puțin țesut sănătos posibil
- Chirurgia cu laser - lumina cu laser este folosită pentru a arde sau a tăia celulele canceroase
- Circumcizia - prepuțul canceros este îndepărtat
- Amputare ( penectomie ) - o îndepărtare parțială sau totală a penisului și, eventual, ganglionilor asociați.

Radioterapia este de obicei folosită adjuvant cu intervenția chirurgicală pentru a reduce riscul de recurență. Cu stadiile anterioare ale cancerului de penis, se poate utiliza o combinație de chimioterapie topică și chirurgie mai puțin invazivă. Etapele mai avansate ale cancerului de penis necesită de obicei o combinație de chirurgie, radiație și chimioterapie. În plus față de toate cele de mai sus, tratamentul bolii de bază precum bruceloza, pentru a limita recurența bolii. 

## Prognostic
Prognosticul poate varia considerabil pentru pacienți, în funcție de scara în care au fost etapizați. În general, cu cât cancerul este diagnosticat mai devreme, cu atât prognosticul este mai bun. Rata totală de supraviețuire de 5 ani pentru toate etapele cancerului de penis este de aproximativ 50%. 

## Epidemiologie
Cancerul de penis este un cancer rar în țările dezvoltate, cu incidență anuală care variază de la 0,3 la 1 la 100 000 pe an, reprezentând aproximativ 0,4–0,6% din toate malignitățile.  Incidența anuală este de aproximativ 1 din 100.000 de bărbați în Statele Unite,  1 la 250.000 în Australia,  și 0.82 la 100.000 în Danemarca.  În Regatul Unit, mai puțin de 500 de bărbați sunt diagnosticați cu cancer la penis.  
Cu toate acestea, în lumea în curs de dezvoltare cancerul de penis este mult mai frecvent. De exemplu, în Paraguay, Uruguay, Uganda și Brazilia, incidența este de 4,2, 4,4, 2,8 și 1,5-3,7 la 100.000, respectiv.   În unele țări din America de Sud, Africa și Asia, acest tip de cancer constituie până la 10% din bolile maligne la bărbați.  
Riscul de viață a fost estimat la 1 din 1.437 în Statele Unite și 1 la 1.694 în Danemarca. 